# El detectiu Conan: L'últim mag del segle
El detectiu Conan: L'últim mag del segle (名探偵コナン 世紀末の魔術師 Meitantei Konan: Seikimatsu no Majutsushi) és la tercera pel·lícula basada en la sèrie Detectiu Conan. Es va estrenar el 17 d'abril de 1999 al Japó i a Catalunya el 13 d'abril del 2009.

## Argument
El detectiu Conan, l'heroi d'aquesta aclamada sèrie de televisió, finalment ha trobat el que buscava: un lladre misteriós anomenat Kaito Kid. En Conan i el seu amic Heiji, estan decidits a protegir l'últim tresor de la dinastia russa dels Romanov de l'amenaça d'en Kaito Kid: l'ou de la memòria (o també l'ou de Pasqua). Malgrat tot, la fabulosa tècnica de robatori d'en Kaito Kid els confon i li permet endur-se l'ou. En Kaito Kid surt volant amb l'ala delta, però de sobte apareix un assassí en sèrie que el dispara a l'ull per impedir el seu intent de fuga. Com a bon mag que és, en Kaito Kid desapareix, deixant enrere només un colom blanc i l'ou. Ara, el tresor, el té el tirador. Després d'aquest incident maten a un altre home de la mateixa manera. Una dona, l'hereva legítima del magnífic ou, revela a en Conan i els seus amics el secret de la història de la seva família, que explica el misteri de la Revolució Russa. Després d'això, en Conan descobreix un plànol parcial d'un altre exemplar, que li permet saber que l'ou de la memòria oculta una mena de giny. Això li fa pensar que l'ou original està guardat al castell, protegit per una sèrie de trampes aparentment banals, que no són més que el camuflatge de grandiosos dissenys arquitectònics. Allà un altre home del grup és assassinat; i per posar encara més emoció la Ran no li treu l'ull de sobre a en Conan, ja que sospita que en realitat és en Shinichi. Tot i això, en Conan/Shinichi sospita que el que no li treu l'ull de sobre és en Shiratori, inspector de policia. Descobrirà algú la identitat d'en Conan? Com podran tornar aquest ou tant valuós? L'enigma que envolta la història atreu qualsevol cor aventurer.

## Música
El tema musical principal és "One" del grup japonès B'z.
Per a aquesta pel·lícula, el músic japonès Katsu Ohno va crear 29 noves pistes de so. Aquestes noves pistes de so van ser utilitzades posteriorment per a la sèrie, a partir de la tercera temporada.

## Curiositats
- Aquesta és la primera pel·lícula en què apareixen en Kaito Kid, en Heiji Hattori i la Kazuha Toyama.
- A la pel·lícula s'explica la història dels Romanov i de la traïció de Rasputín.
- La pel·lícula fa referència de les persecucions dels cristians i del conte de la ventafocs.
- La pel·lícula ha recaptat quasi 1450 milions de iens, o aproximadament 10 milions d'euros.

## Doblatge
- Estudi Doblatge: 103 TODD-AO ESTUDIOS.
- Direcció: Teresa Manresa.
- Traducció: Barbara Pesquer.
- Repartiment:

| Personatge                    | veu catalana       | veu japonesa       |
| ----------------------------- | ------------------ | ------------------ |
| Shinichi Kudo                 | ÒSCAR MUÑOZ        | Kappei Yamaguchi   |
| Conan Edogawa                 | JOËL MULACHS       | MINAMI TAKAYAMA    |
| Ran Mouri                     | NÚRIA TRIFOL       | WAKANA YAMAZAKI    |
| Kogoro Mouri                  | JORDI ROYO         | AKIRA KAMIYA       |
| Dr. Hiroshi Agasa             | FÈLIX BENITO       | KENICHI OGATA      |
| Inspector Juuzou Megure       | RAMON CANALS       | FÛRIN CHA          |
| Genta Kojima                  | MIQUEL BONET       | WATARU TAKAGI      |
| Mitsuhiko Tsuburaya           | ELISABET BARGALLÓ  | IKUE OOTANI        |
| Ayumi Yoshida                 | BERTA CORTÉS       | YUKIKO IWAI        |
| Inspector Wataru Takagi       | DAVID CORSELLAS    | WATARU TAKAGI      |
| Heiji Hattori                 | HERNAN FERNÁNDEZ   | RYO HORIKAWA       |
| Sonoko Suzuki                 | EVA LLUCH          | NAOKO MATSUI       |
| Kazuha Tooyama                | MÒNICA PADRÓS      | YÛKO MIYAMURA      |
| Ai Haibara                    | ROSER ALDABÓ       | MEGUMI HAYASHIBARA |
| Kaito Kid                     | MARCEL NAVARRO     | KAPPEI YAMAGUCHI   |
| Inspector Ninzaburo Shiratori | JORDI SALAS        | KANETO SHIOZAWA    |
| Urashi Seiran                 | TERESA MANRESA     | TOSHIKO FUJITA     |
| Sergei Ovchinnikov            | PEP TORRENTS       | HARUHIKO JÔ        |
| Shiro Suzuki                  | JORDI VARELA       | FUMIO MATSUOKA     |
| Makoto Nishino                | TONI ASTIGARRAGA   | MITSURU MIYAMOTO   |
| Shoichi Inui                  | FRANCESC ALBORCH   | AKIO ÔTSUKA        |
| Natsumi Kousaka               | MARIA JOSEP GUASCH | EMI SHINOHARA      |
| Superintendent Jintarou Chaki | EDUARD ELIAS       | NOBUO TANAKA       |
| Kuranosuke Sawabe             | JOSÉ ANTEQUERA     | EISUKE YODA        |
| Inspector Nakamori            | FRANCESC FIGUEROLA | UNSHÔ ISHIZUKA     |
| Ryo Sagawa                    | MIQUEL ROLDÁN      | (VEU)              |